# Noi siamo il club (singolo)
Noi siamo il club è un singolo del gruppo musicale italiano Club Dogo, pubblicato il 22 maggio 2012 come terzo estratto dall'album omonimo. Ha visto la partecipazione vocale del rapper Marracash.

## Tracce
1. Noi siamo il club (feat. Marracash) – 3:58